# Parafia greckokatolicka św. Michała Archanioła w Szczecinku
Parafia greckokatolicka pw. Świętego Michała Archanioła w Szczecinku – parafia greckokatolicka w Szczecinku. Parafia należy do eparchii wrocławsko-koszalińskiej i znajduje się na terenie dekanatu słupskiego.

## Historia parafii
Parafia greckokatolicka pw. Świętego Michała Archanioła funkcjonuje od 1959 r., księgi metrykalne są prowadzone od roku 1959.

## Świątynia parafialna
Nabożeństwa odbywały się w kościele rzymskokatolickim pw. św. Ducha lub w sali budynku klasztoru Redemptorystów. Budowę cerkwi rozpoczęto 6 czerwca 2010. Została konsekrowana w sobotę 12 września 2015 roku przez Włodzimierza Juszczaka, ordynariusza wrocławsko-gdańskiego.
Mieści się w Szczecinku, przy ul. Karlińskiej 3.

## Duszpasterstwo
Proboszczowie:
- ks. Bazyli Hrynyk (1959–1963)
- ks. Piotr Maziar (1963–1965)
- ks. Teodor Marków (1965–1968)
- ks. Władysław Pyrczak (1968–1985)
- ks. Bogdan Hałuszka (1985–2001)
- ks. Iwan Seńkiw (2001)
- ks. Arkadiusz Trochanowski (2001–2016)
- ks. Piotr Baran (2001–2016)
- ks. Jarosław Roman (od 2016)